# Отчёт Килгура — Мэйтаса

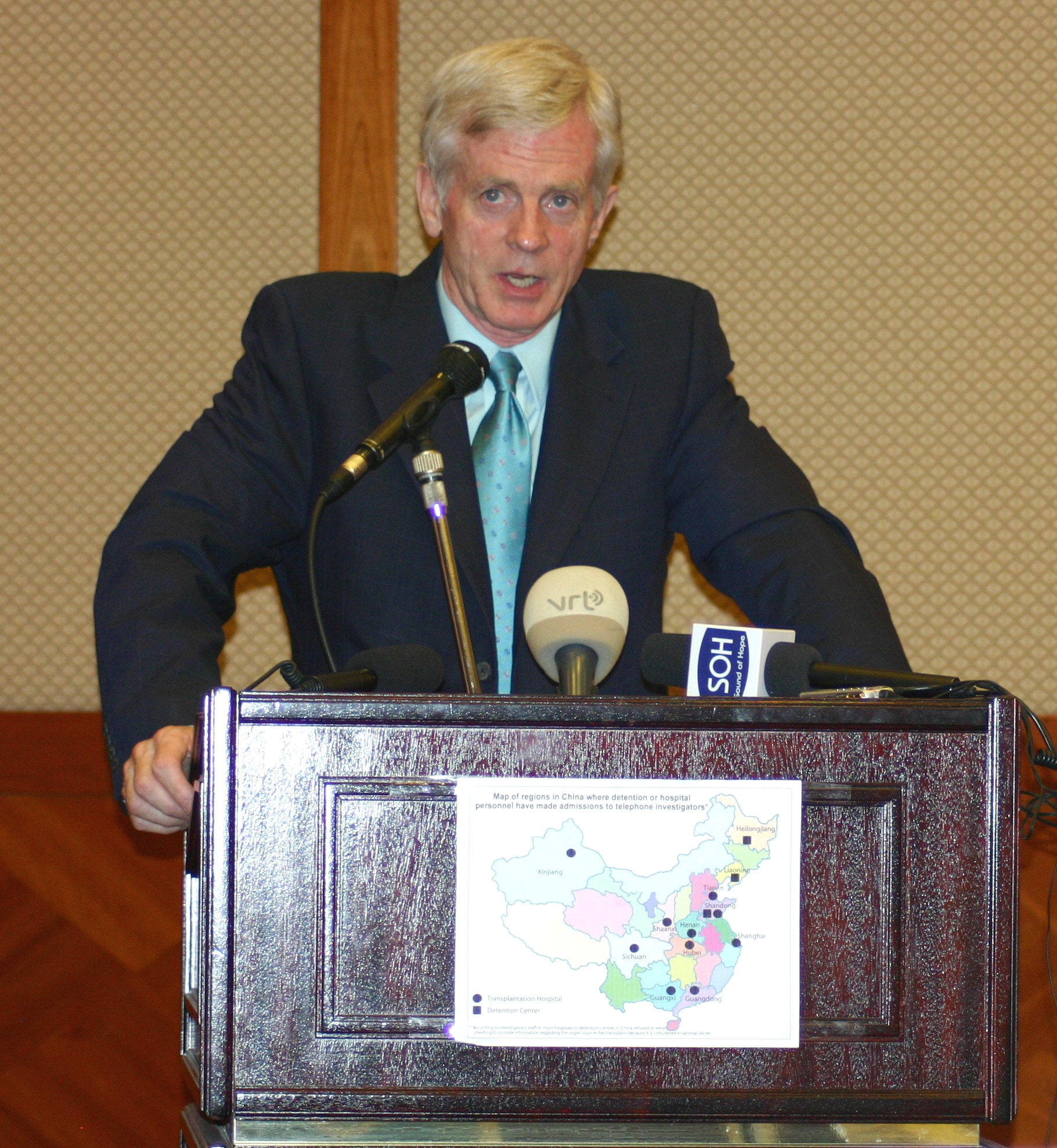
Дэвид Килгур на пресс-конференции об извлечении органов в КНР. Брюссель, 2006.

Отчёт Килгура — Мэйтаса (англ. Kilgour — Matas report) — отчёт о расследовании утверждений об извлечении органов у живых людей в Китае, составленный бывшим депутатом Палаты общин Парламента Канады Дэвидом Килгуром и старшим юрисконсультом Бней-Брит Канады адвокатом Дэвидом Мэйтасом. Расследование было проведено по просьбе Коалиции по расследованию преследований в отношении Фалуньгун в Китае после появления утверждений, что у практикующих Фалуньгун тайно против их воли извлекают органы в Центре провинции Ляонин по лечению тромбозов совместными методами китайской и западной медицины («Суцзятуньская тромбозная больница»). Отчёт, основанный на косвенных доказательствах, содержит вывод, что «там происходило и по сей день осуществляется крупномасштабное извлечение органов у последователей Фалуньгун». Китай отрицает эти обвинения.
Первоначальный отчёт, представленный 6 июля 2006 года, вызвал неоднозначную реакцию. 11 августа 2006 года специалист по международным отношениям доктор философии по политологии Томас Лум из аналитического центра Исследовательской службы Конгресса США в своём докладе отметил, что отчёт Килгура — Мэйтаса основывается на логических умозаключениях и не предоставляет новых доказательств и полученных независимо; поэтому доверие к большей части ключевых доказательств находится под вопросом. В первоначальном отчёте говорится, что «источник 41 500 трансплантатов за шестилетний период с 2000 по 2005 года неизвестен», и делается вывод, что «там осуществляется по сей день крупномасштабное извлечение органов у практикующих Фалуньгун». Однако специальный докладчик ООН Манфред Новак в марте 2007 года заявил о том, что цепь доказательств, которые задокументировали Килгур и Мэйтас, показывает «целостную картину, вызывающую озабоченность», после чего в ноябре 2008 года Комитет ООН против пыток обратился с просьбой к китайским властям об «исчерпывающем объяснении источника трансплантационных органов», чтобы расследовать утверждения об извлечении органов, а также принять меры по привлечению к ответственности лиц, совершающих преступления. Другие исследователи, такие как Итан Гутман, разделяют взгляды, изложенные в отчёте Килгура — Мэйтаса; по оценкам Гутмана, от 450 000 до 1 миллиона последователей Фалуньгун задерживались в разное время, и десятки тысяч, возможно, были направлены для извлечения органов. Национальный почечный фонд США также выразил «глубокую обеспокоенность» по поводу отчёта.
После выхода первоначального отчёта 6 июля 2006 года официальные представители руководства Китая объявили, что Китай придерживается принципов Всемирной организации здравоохранения, которые запрещают продажу человеческих органов без письменного согласия со стороны доноров. Они назвали отчёт клеветой, основанной «на слухах и ложных обвинениях», а также сообщили, что китайское правительство уже расследовало утверждения и считает, что они не заслуживают внимания.
В 2009 году авторы опубликовали обновлённую версию отчёта в виде книги под названием «Кровавая жатва, убийство последователей Фалуньгун ради их органов» и в том же году получили награду от Международного общества по правам человека
Первоначальный отчёт 2006 года запрещён в России и Китае. В России перевод отчёта в виде брошюры «Отчёт о проверке утверждений об извлечении органов у последователей Фалуньгун в Китае» решением Первомайского суда Краснодара в 2011 году был признан экстремистским и внесён в Федеральный список экстремистских материалов.
В 2016 году совместно с писателем Итаном Гутманом Килгур и Мэйтас выпустили обновлённый отчёт под названием «Кровавый урожай/бойня: дополнение» («Отчёт Килгура — Мэйтаса — Гутмана»).

## Предыстория

### Фалуньгун
Журналисты The New York Times Сет Фэйсон и Джозеф Кан отмечают, что по словам Ли Хунчжи число его последователей составляет 100 миллионов человек, в то время как китайское правительство называет цифру в 70 миллионов.
В июле 1999 года после крупномасштабной демонстрации последователей Фалуньгун с целью добиться признания китайские власти начали общенациональную кампанию по преследованию и учредили Офис 610 для контроля и координации ликвидации Фалуньгун[страница не указана 2470 дней]. По данным Amnesty International преследование сопровождалось «мощной пропагандистской кампанией», а, по данным Freedom House и Бюро демократии, прав человека и труда Государственного департамента США, также задержанием и тюремным заключением десятков тысяч последователей Фалуньгун. По данным Amnesty International, Human Rights Watch и Chinese Human Rights Defenders, последователи практики, побывавшие в заключении, сообщали, что в некоторых трудовых лагерях практикующие Фалуньгун составляют большинство заключённых, и с ними там жестоко обращаются. По данным журналистов Яна Джонсона (The Wall Street Journal), Эндрю Джейкобса (The New York Times), Филипа Пэна (The Washington Post) и Джона Помфрета (The Washington Post) по приказу официального Пекина практикующие подвергаются принудительному «перевоспитанию» и пыткам, что иногда приводит к смерти. Старший наблюдатель азиатского подразделения Human Rights Watch Микки Шпигель высказывает мнение, что из-за ограниченного доступа к жертвам в трудовых лагерях, многие конкретные сообщения о нарушениях прав трудно подтвердить.

### Трансплантация органов в Китае
Китай осуществляет программу по трансплантации органов с 1960 года. Это одна из самых крупных программ по трансплантации органов в мире, которая достигла максимума операций в 2004 году (13000 трансплантаций в год). Принудительное изъятие органов в соответствии с китайским законодательством является незаконным, но в результате изменения законодательства в 1984 году законным стало изъятие органов у казнённых преступников с предварительного согласия преступника или разрешения родственников. К 1990-м годам из-за растущих опасений по поводу возможных этических нарушений, возникающих в связи с принуждением к согласию и коррупцией, медицинские сообщества и организации по правам человека начали осуждать такую практику.
К 2005 году Всемирная медицинская ассоциация потребовала, чтобы Китай прекратил использование заключённых в качестве доноров органов. В декабре того же года заместитель министра здравоохранения Китая признал, что практика изъятия органов у казнённых заключённых для трансплантации была широко распространена, поскольку более 95 % всех органов для трансплантаций в Китае получены в результате казней Он пообещал принять меры для предотвращения злоупотребления.

### Суцзятуньская тромбозная больница
Первые утверждения о систематическом извлечении органов у практикующих Фалуньгун были сделаны в 2006 году женщиной под псевдонимом Энн. 17 марта 2006 года в интервью газете «The Epoch Times» (Великая эпоха), аффилированному с Фалуньгун изданию, она рассказала, что её бывший муж в 2003—2005 годы практиковал извлечения роговицы глаза у членов Фалуньгун в Центре провинции Ляонин по лечению тромбозов совместными методами китайской и западной медицины («Суцзятуньская тромбозная больница») города Шэньян провинции Ляонин.. Кроме того она рассказала, что другие врачи больницы занимались убийством членов Фалуньгун с целью извлечения у них органов, а затем кремировали тела. Спустя месяц после освещения в прессе, независимые наблюдатели, включая представителей Государственного департамента США, заявили, что для доказательства утверждений нет достаточных улик. Вскоре после этого, в мае 2006 года, Всемирная организация по расследованию преследований Фалуньгун (WOIPFG) обратилась с просьбой к Килгуру и Мэйтасу с просьбой провести расследование на что те дали своё согласие.. В 2006 и 2008 годах специальные докладчики[кто?] Организации Объединённых Наций подняли[где?] вопрос об источниках органов, слишком коротком сроке ожидания подбора подходящих органов, а также взаимосвязи между внезапным увеличением числа трансплантаций органов в Китае и началом преследования практикующих Фалуньгун. Ответы от китайских властей не поступили. В ноябре 2008 года Комитет ООН против пыток выразил свою обеспокоенность по поводу утверждений и призвал Китай «немедленно назначить комиссию и провести независимое расследование утверждений», а также принять меры, чтобы «гарантировать уголовное наказание виновных в совершении этих преступлений». Китайский диссидент Гарри У, который в 1990-е разоблачил извлечение органов у осуждённых за уголовные преступления в Лаогай (система лагерей трудового воспитания с тяжёлыми условиями), поставил под сомнение доверие к осведомителям из Суцзятунь Килгур и Мэтас в свою очередь в отчёте заявили, что в статье Гарри У, опубликованной в июле 2006 года, представлено его мнение из письма от 21 марта, которое он написал ещё до завершения своего расследования, и сделали отсюда вывод, что это мнение не основывалось на его полном расследовании. Также они выступили против мнения Гарри У о том, что указанный осведомителями объём извлечения органов «технически невозможен», сославшись на мнение индийского офтальмолога Мохана Раджана писавшего, что «процесс удаления глаза занимает всего 20 минут» и на мнение П. С. Пракаша Рао писавшего, что «удаление глаз занимает всего 10-15 минут ….». 14 апреля 2006 года Государственный департамент США сообщил, что «американские представители не нашли никаких доказательств в поддержку утверждений о том, что место на северо-востоке Китая (Суцзятунь в Шеньяне) было использовано в качестве концентрационного лагеря для практикующих Фалуньгун и изъятия органов», хотя и добавил, что «независимо от этих конкретных утверждений, Соединенные Штаты по-прежнему обеспокоены репрессиями практикующих Фалуньгун в Китае и сообщениями об извлечении органов».

## Отчёт

### Первоначальный (первый) отчёт
20 июля 2006 года Килгур и Мэйтас предоставили результаты своего двухмесячного расследования, под названием «Отчёт о проверке утверждений об извлечении органов у практикующих Фалуньгун в Китае». В отчёте представлены 33 косвенных доказательствах, которые в отсутствии каких-либо опровержений, в совокупности позволили им сделать вывод, что «правительство Китая и его агентства в многочисленных районах страны, в больницах, а также в центрах задержания и „народных судах“, начиная с 1999 года, казнили большое, но неизвестное количество узников совести — практикующих Фалуньгун. Их жизненно важные органы, включая почки, печень, роговицу и сердце, были насильно изъяты для продажи по высоким ценам, иногда иностранцам, которые обычно сталкиваются с длительным ожиданием добровольно пожертвованных органов в своих странах». Авторы отчёта обращают внимание на очень короткий срок ожидания органов в Китае — от одной до двух недель для печени по сравнению с 32,5 месяцами в среднем в Канаде — и, по их мнение, уже только это свидетельствует о покупке органов по запросу. Также они отмечают значительное увеличение числа ежегодных трансплантаций органов в Китае, начиная с 1999 года, что, по их мнению, совпадает с началом преследования Фалуньгун. Они указывают на то, что несмотря на очень низкий уровень добровольного пожертвования органов, Китай занимает второе место по количеству операций по их пересадке в год. Килгур и Мэйтас также предоставили материалы веб-сайта китайского центра трансплантации, рекламирующего быструю доступность органов, полученных у живых доноров, а также стенограммы телефонных разговоров, в которых, по их данным, сотрудники больниц обещают потенциальным получателям органов, что могут предоставить им органы практикующих Фалуньгун. Авторы отчёта упоминают о трудностях, с которыми столкнулись в ходе проверки предполагаемых преступлений, например с тем, что, по их данным, независимым наблюдателям не разрешается проводить подобные расследования в Китае, получение доказательств от очевидцев затруднено, официальная информация о трансплантации органов часто умалчивается, а самим Килгуру и Мэйтасу, по их словам, отказали в выдаче виз для поездки в Китай с целью проведения расследования.

### Второй отчёт
В доработанном отчёте, опубликованном в январе 2007 года под названием «Кровавая жатва: пересмотренный отчёт о проверке утверждений об извлечении органов у практикующих Фалуньгун в Китае» Килгур и Мэйтас говорят, что правительство Китая подтвердило основания для выводов первого отчёта, отвечая на него неубедительным образом, в основном, нападками на Фалуньгун. Согласно Килгуру и Мэйтасу, подобные нападки доказывают возможность нарушений основных прав человека по отношению к практикующим Фалуньгун. Китай выявил две фактические ошибки в первой версии отчёта — одна в приложении и одна в заголовке, где Килгур и Мэйтас поместили два китайских города не в те провинции; авторы не признали это за ошибки, так как это, по их мнению, не имеют ничего общего с анализом или выводами их отчёта. В отсутствие доказательств, которые могут сделать недействительными утверждения об изъятии органов, такими как, реестр китайского правительства с указанием личности каждого донора и пожертвования органа — Килгур и Мэйтас повторно пришли к выводу, что утверждения об извлечении органов в Китае у живых практикующих Фалуньгун являются правдой, и эта практика продолжается. Они призвали власти ввести запрет на выезд граждан Канады в Китай для проведения операций по трансплантации.
По состоянию на ноябрь 2014 года отчёт был переведён на 21 язык.

### Книги
В 2009 году Килгур и Мэйтас опубликовали обновленную версию доклада в виде книги под названием «Кровавая жатва, убийство последователей Фалуньгун ради органов». Она содержит новый материал и интервью и состоит из двух частей. В первом разделе излагаются доказательства; второй раздел подробно описывает реакцию на окончательный отчёт и деятельность Мэйтаса и Килгура по прекращению злоупотреблений, в существовании которых они убеждены. В этом же году Дэвид Килгур и Дэвид Мэйтас получили Премию за достижения в области защиты прав человека 2009 года, вручённую им Международным обществом прав человека; в 2010 году за свою работу в интересах последователей Фалуньгун относительно истории с органами, были номинированы депутатом Палата общин Парламента Канады Борисом Вжесневским и председателем Ассоциации еврейских писателей в Израиле Бальфуром Хакаком на Нобелевскую премию мира.
В 2012 году под редакцией Дэвида Мэйтаса и директора организации «Врачи против насильственного извлечения органов» (англ. Doctors Against Forced Organ Harvesting) Торстена Трейя была опубликована книга «Государственные органы: насильственная трансплантация органов в Китае», в написании которой помимо них приняли участие профессор и заведующий отделением медицинской этики Лангоунского медицинского центра Нью-Йоркского университета Артур Каплан; член Консультативного совета организации «Врачи против насильственного извлечения органов», старший консультант и руководитель отделения нефрологии больницы Куала-Лумпура, председатель Национального почечного реестра, руководитель нефрологической службы Министерства здравоохранения Малайзии Газали Ахмад; писатель Итан Гутман; пресс-секретарь Информационного центра Фалунь да фа Эрпин Чжан; Дэвид Килгур и педагог из Ванкувера Ян Харви; член Консультативного совета организации «Врачи против насильственного извлечения органов», президент Израильского общества трансплантации, профессор саклеровского медицинского факультета Тель-Авивского университета Джейкоб (Яков) Лави; руководитель программы пересадок почек и поджелудочной железы Службы почечной трансплантологии Медицинской школы Дэвида Геффена Калифорнийского университета в Лос-Анджелесе Габриэль Данович; член Консультативного совета организации «Врачи против насильственного извлечения органов», заведующая кафедрой физической культуры и спорта имени Джона Саттона факультета медицинских наук и профессор Сиднейской медицинской школы Сиднейского университета Мария Фиатарон Сингх..

## Оценки отчёта
Приведённые в отчёте утверждения о насильственном извлечении органов у последователей Фалуньгун, получили широкое освещение в средствах массовой информации, в частности, в Канады, Австралии и европейских стран. Некоторые правительства ужесточили практику трансплантационного туризма и запросили дополнительную информацию у китайского правительства. Официальные представители Китая неоднократно и в гневной форме отрицали утверждения об извлечении органов, изложенные в докладе. После выхода в свет первой версии доклада, Китай заявил, что им соблюдаются принципы Всемирной организации здравоохранения, которые запрещают продажу человеческих органов без письменного согласия со стороны доноров и осудили доклад.
Организация Amnesty International в 2006 году заявила, что она «продолжит анализировать источники информации» относительно обвинений. Директор Центра евразийских исследований Монреальского университета историк и религиовед Дэвид Оунби отмечал, что несмотря на то, что члены Фалуньгун являлись вероятными кандидатами для извлечения органов в китайских тюрьмах, однако, он считает, что представители Фалуньгун «перегнули палку» с утверждениями о концентрационных лагерях, тем самым теряя доверие в глазах независимых наблюдателей, несмотря на сам факт преследований со стороны китайских властей.. Специалист по международным отношениям доктор философии по политологии Томас Лум из аналитического центра Исследовательской службы Конгресса США в своём докладе отметил, что отчёт основывается на логических умозаключениях и расшифровках телефонных звонков, которые, как он предположил, могут быть недостоверными. Журналист канадской газеты «Ottawa Citizen» Глен Мак-Грегор посетивший по приглашению Китайской медицинской ассоциации больницу Суцзятунь скептически отнёсся к материально-техническим возможностям медицинского учреждения. Он отметил, что, в зависимости от того, кому вы верите, «доклад Килгура-Мэйтаса либо убедительно доказывает заявления Фалуньгун […] либо представляет собой совокупность предположений и индуктивных умозаключений, которые не в состоянии подтвердить свои же выводы».
Некоторые наблюдатели нашли доклад и его данные правдоподобным. В 2007 году профессор Отделения клинических операционных исследований Университетский колледж Лондона Том Трэжэ посчитал, что отчёт Килгура — Мэйтаса «правдоподобен с медицинской точки зрения», поскольку, по его мнению, основывается на несоответствии количества доноров органов и коротком времени ожидания в Китае по сравнению с другими странами, а также высказал мнение, что взятие анализа крови у последователей Фалуньгун не приносит им никакой пользы, но имеет решающее значение для использования их органов, поэтому обвинения «заслуживают доверия». Писатель публицист Скотт Карни изложил выводы в своей книге «Красный рынок», написав: «Никто не говорит, что китайское правительство пошло против Фалуньгун специально ради их органов … но это, кажется, удивительно удобным и выгодным способом избавиться от них. Опасные политические диссиденты были казнены, а их органы создали поток доходов для больниц и хирургов, и, вероятно, многие важные китайские чиновники получили органы». Анализируя методы расследований Килгура и Мэйтаса писатель Итан Гутман обнаружил, что, его оценка практикующих Фалуньгун, погибших, как он считает, из-за изъятия органов, составляет около 65 000 человек, что близко к оценке Килгура и Мэйтаса в 62 250. В сентябре 2014 года он опубликовал свои выводы в книге «Бойня: массовые убийства, извлечение органов и тайное решение Китаем вопроса с диссидентами». Кёрк С. Эллисон, помощник руководителя программы в области прав человека и медицины в Миннесотском университете, пишет, что «короткое время ожидания и система предоставления органов по требованию [как в Китае] требует большого количества доноров, предварительно прошедших тест на группу крови и человеческий лейкоцитарный антиген», и может совпадать с утверждениям Фалуньгун о типировании тканей практикующих, проводимом в заключении Он также пишет, что такие временные рамки «не могут быть обеспечены при случайной смерти», и что врачи, которых он опрашивал, отмечали, что они выбирали живых заключённых, чтобы обеспечить качество и гистосовместимость..
В 2006 году глава Совета по делам материка Тайваня Джозеф У во время встречи с Килугуром и Мэйтасом, как отмечает газета China Post, в самых решительных выражениях осудил извлечение человеческих органов у практикующих Фалуньгун. Департамент здравоохранения Тайваня призвал тайваньских врачей не поощрять пациентов идти на коммерческие операции по пересадке органов в Китае.
В 2007 году ортодоксальный раввин Йосеф Шалом Эльяшив запретил евреям получения какой-либо выгоды от извлечения органов в Китае «даже в опасных для жизни ситуациях», другие раввины также выступают против использования китайских органов для трансплантации.
В 2008 году Национальный почечный фонд США сообщил, что он «глубоко обеспокоен недавними заявлениями о закупке органов и тканей путём принуждения и эксплуатации», и что «любое действие, которое вызывает вопрос этичности практики донорства и трансплантации, должно быть осуждено всем мировым сообществом трансплантологов». В 2008 году с подачи представителя организации «Врачи против насильственного извлечения органов» в Канаде Джерри Коффмана петицию подписали 140 канадских врачей и она была рассмотрена в Палате общин Канадского парламента, где депутат Стивен Флетчер во время своего выступления отметил, что «канадские врачи побудили правительство давать предупреждения для туристов канадцам о том, что в Китае почти все органы для трансплантации получены от людей против их воли, будь то заключённые приговорённые к смертной казни или практикующие Фалуньгун». Согласно газете Фалуньгун «The Epoch Times» депутат Борис Вжесневский на основе выводов, содержащихся в отчёте Килгура — Мэйтаса, в 2008 году внёс законопроект, согласно которому, покупка органа для трансплантации за границей является незаконной, если этот орган был получен у жертвы против её воли. В 2013 году организация «Врачи против насильственного извлечения органов» (DAFOH) представила в Управление Верховного комиссара ООН по правам человека петицию с почти 1,4 миллионами подписей, в том числе с более чем 300 тысячами из Европы,.
В 2006 и 2008 годах в докладах Комитета ООН против пыток поднимались вопросы об источниках органов, кратком времени ожидания идеально подходящих органов, а также корреляции между внезапным увеличением трансплантации органов в Китае и начала преследования практикующих Фалуньгун. В ноябре 2008 года Комитет ООН против пыток отметил свою обеспокоенность по поводу утверждений и призвал Китай «немедленно создать комиссию и провести независимое расследование утверждений», а также принять меры, чтобы «гарантировать привлечение к ответственности и наказанию виновных в совершении этих преступлений».

Отчёт запрещён в России и Китае. В России перевод отчёта в виде брошюры «Отчёт о проверке утверждений об извлечении органов у последователей Фалуньгун в Китае» решением Первомайского суда Краснодара в 2011 году был признан экстремистским и внесён в Федеральный список экстремистских материалов.
Во время заседания Совета по правам человека в ООН, состоявшегося 12 марта 2014 года, Анн-Тамара Лорре, канадский представитель по правам человека в ООН, подняла вопрос об извлечении органов в Китае: «Мы по-прежнему обеспокоены тем, что практикующие Фалуньгун и другие религиозные традиции в Китае подвергаются преследованиям, и сообщения, что пересадки органов осуществляются против воли и согласия донора, вызывают тревогу».
Международная неправительственная организация Коалиция по расследованию преследований в отношении Фалуньгун в Китае, аффилированная с движением Фалуньгун, для расследования этих утверждений привлекла экспертов — старшего юрисконсульта Бней-Брит Канады адвоката Дэвида Мэйтаса и бывшего депутата Палаты общин Парламента Канады Дэвида Килгура. В своём отчёте под названием «Отчёт о проверке утверждений об извлечении органов у практикующих Фалуньгун в Китае», составленном по результатам двухмесячного расследования, на основании 33 косвенных доказательств ими был сделан вывод о том, что «правительство Китая и его агентства в многочисленных районах страны, в больницах, а также в центрах задержания и „народных судах“, начиная с 1999 года, казнили большое, но неизвестное количество узников совести — практикующих Фалуньгун. Их жизненно важные органы, включая почки, печень, роговицу и сердце, были насильно изъяты для продажи по высоким ценам, иногда иностранцам, которые обычно сталкиваются с длительным ожиданием добровольно пожертвованных органов в своих странах». По их мнению обнародованные утверждения настолько шокируют, что в них почти невозможно не поверить.
Эту точку зрения поддержал вице-президент Европарламента Эдвард Макмиллан-Скотт. В 2009 году в Лондоне на совместной с писателем Итаном Гутманом пресс-конференции «Молчаливый геноцид» о сообщил, что расследуя информацию о преследованиях последователей Фалуньгун в 2006 году побывал в Китае, где, в частности, встретился с членами Фалуньгун Цао Дуном, Ню Цзиньпином и женой Ню — Чжан Ляньин, которые, по его словам, неоднократно подвергались тюремному заключению со стороны китайских властей. Макмиллан-Скотт рассказал, что написал письмо генеральному секретарю ООН с просьбой разобраться. О. Э. Петруня в связи с этим отмечал: «Вице-президент Европарламента Эдвард Макмиллан-Скотт в 2006 г. специально приезжал в Китай для изучения информации о преследованиях. В дальнейшем он призвал на уровне Европарламента оказать давление на китайское руководство. Всё это проходило накануне Пекинской олимпиады-2008. Как известно, бойкот Олимпиады не состоялся. Тогда в 2009 г. в Лондоне Макмиллан-Скотт организовал пресс-конференцию „Молчаливый геноцид“, посвящённую преследованиям секты в Китае».
Тем не менее, единого мнения относительно существования данной практики у правозащитников нет. В частности, У Хунда (Гарри У), известный китайский диссидент и правозащитник, более 15 лет занимавшийся сбором данных об извлечении органов у казнённых заключённых в Китае, выступил с критикой утверждений, опубликованных в марте и апреле 2006 года в принадлежащей «Фалуньгун» газете «The Epoch Times», о том, что 6000 фалуньгуновцев стали заключёнными тайного концентрационного лагеря вблизи района городского подчинения Суцзятунь города субпровинциального значения Шэньян, где у, по меньшей мере, 4500 из них перед смертью были извлечены органы (кожа, сердце, почки и роговицы). У отмечает, что всё это основывается на показаниях двух анонимных свидетелей, не располагавших сведениями из первых рук, и считает, что предоставленные ими отчёты являются сфабрикованными. Он также подчеркнул, что нет подтверждений из других источников (документы, фотографии и т. п.). По словам У, он несколько раз обращался к руководителям Фалуньгун с просьбой предоставить ему возможность «увидеть свидетелей, но они сказали нет». И вплоть до сегодняшнего дня он не знает их имён. У предпринял попытку провести собственное расследование, направив доверенных лиц в указанное газетой место, однако они, хотя и обнаружили, что в тюрьмах находятся фалуньгуновцы, не смогли ни найти концентрационный лагерь, ни подтвердить заявления о принудительном извлечении органов. Ими была обнаружена только тюрьма предварительного заключения, где не имелось сложного трансплантационного оборудования. Они также проверили две местные больницы, но не обнаружили никаких подтверждений опубликованного в «Великой эпохе». Кроме того, У опроверг фалуньгуновские утверждения о том, что местом торговли тысячами органов является Таиланд, поскольку местный закон не разрешает производить донорство органов, если только люди не являются ближайшими членами семьи. Он добавил, что, в противном случае, это «означало бы 1500 человек в год или не менее 120 человек в месяц, чьи органы были удалены», что «нельзя было бы достичь в такой среде, как Суцзятунь», поскольку там нет необходимые медицинских учреждений. И подчеркнул, что хотя «Китай каждый год забирает органы у многих казнённых заключённых, но чтобы убить 4000 или 5000 человек, я не думаю. Профессиональные врачи этого не сделают». Кроме того, он уверен, что для удаления 2000 роговиц понадобится не менее двух лет. Также У, который ранее находился в дружеских отношениях с Фалуньгун, считает что утверждение организации о том, что её члены являются жертвами лагеря подобного Освенциму, похожи на «политическую пропаганду», хотя и убеждён, что «китайское коммунистическое правительство является злым режимом, который совершает множество злодеяний, в том числе преследование Фалуньгун».
Китайские власти категорически отрицают информацию об изъятии внутренних органов у последователей Фалуньгун.

## Проверки и опровержения
14 апреля 2006 года генеральный консул США в городе Шэньян нанёс внеплановый визит в больницу Суцзятунь («Суцзятуньская тромбозная больница»), продлившийся около часа. Представитель американского консульства в Китае впоследствии сообщила, что представители США «не обнаружили свидетельств того, что это место используется для каких-либо иных целей, кроме как обычная государственная больница». В тот же день Государственный департамент США сообщил, что «американские представители не нашли никаких доказательств в поддержку утверждений о том, что место на северо-востоке Китая (Суцзятунь в Шеньяне) было использовано в качестве концентрационного лагеря для практикующих Фалуньгун и изъятия органов», хотя и добавил, что «независимо от этих конкретных утверждений, Соединенные Штаты по-прежнему обеспокоены репрессиями практикующих Фалуньгун в Китае и сообщениями об извлечении органов».
Корреспондент «Ottawa Citizen» в Канаде Глен Мак-Грегор посетил больницу Суцзятунь в октябре 2007 года. В своём репортаже он отметил, что больница находится в оживлённом районе, любой человек с улицы может зайти в палаты, а крематорий во дворе находится под окнами соседних жилых многоэтажных домов, так что невозможно было бы тайно пронести в него более 2000 тел.
13 декабря 2007 года Суцзятунь посетили украинский правозащитник Владимир Петухов и журналист Валерий Чебаненко. Их отчёт ничем принципиально не отличался от результатов более ранних визитов иностранных дипломатов и журналистов.
Согласно Deutsche Welle Йоханнес Пфлюг (нем. Johannes Pflug), председатель Комитета по внешней политике Бундестага, в интервью «Зюдвеструндфунк» 8 ноября 2012 года, проведя расследование с помощью немецких спецслужб, назвал сообщения об извлечении органов «необоснованной сплетней».
21 ноября 2013 года в докладе Комитета по иностранным делам, обороне и торговле Палаты представителей Новой Зеландии отмечается, что представленные в петиции Фалуньгун обвинения против китайского правительства до сих пор не имеют доказательств.
По мнению директора Центра стратегических исследований Китая РУДН китаеведа А. А. Маслова «Невозможно доказать, что органы изымают у живых людей, тем более у заключённых, в том числе последователей Фалуньгун. Нет доступа к информации про китайские тюрьмы, китайские архивы засекречены. Кроме того, не было независимой комиссии, которая расследовала незаконные трансплантации в Китае. Это грязная история, которая будет вечной».

## Издания отчёта
- Kilgour D., Matas D. The First Report into Allegations of Organ Harvesting of Falun Gong Practitioners in China Архивная копия от 28 февраля 2015 на Wayback Machine, 6 July 2006
- Kilgour D., Matas D. Bloody Harvest: Revised Report into Allegations of Organ Harvesting of Falun Gong Practitioners in China Архивная копия от 8 декабря 2017 на Wayback Machine, 31 January 2007

книги на основе отчёта
- Kilgour D., Matas D. Bloody Harvest: The Killing of Falun Gong for Their Organs. — Seraphim Editions, 2009. — 232 p.
- State Organs: Transplant Abuse in China / David Matas, Torsten Trey (Eds.). — Seraphim Editions, 2012. — P. 1—7. — 145 p. — ISBN 192707911X.